# الحفرة (رداع)

تعديل مصدري - تعديل

حارة الحفرة هي إحدى حارات مدينة رداع أحد مدن محافظة البيضاء، بلغ تعداد سكانها 1042 نسمة حسب تعداد اليمن لعام 2004.